# Jorge Tarbuskovic Dulcic
Jorge Tarbuskovic Dulcic (Iquique, 1907- La Florida, Santiago de Chile, 1985) fue un arquitecto y escultor chileno-croata que desarrolló su carrera profesional principalmente en la ciudad y región de Antofagasta. Fue un explorador de la expresión arquitectónica y uno de los principales agentes del desarrollo de la arquitectura del Movimiento Moderno en esa región.

## Inmigración
Fue el quinto hijo de los inmigrantes Mateo Tarbuskovic Petric y Margarita Dulcic Kovacevic, provenientes de Stari Grad, isla de Hvar, Croacia. Tuvo ocho hermanos, cuatro de ellos nacieron en Croacia, y los siguientes en Chile. Sus Otros hermanos fueron  Juan Tarbuskovic Dulcic , Maria Tarbuskovic Dulcic y Zvonimir Valerio Tarbuskovic Dulcic.

## Formación
Tarbuskovic se graduó de Bachiller en Humanidades en torno a 1925. Luego estudió arquitectura en Zagreb, Croacia, pero finalmente siguió sus estudios en la Universidad de Chile desde alrededor de 1928 y 1929. Se graduó de arquitecto en 1934.
Mientras estudiaba arquitectura, en 1931 expuso el proyecto para un "Banco" en el Salón de los Independientes (Chile) en el Museo Nacional de Bellas Artes (Chile) en Santiago de Chile. Ese diseño era parte del curso de Composición Arquitectónica de la carrera de Arquitectura de la Universidad de Chile. Junto a Tarbuskovic expusieron otros estudiantes de ese curso, algunos de los cuales serían renombrados arquitectos de la modernidad chilena, por ejemplo Juan Borchers, Enrique Gebhard, Svetozar Goic, Waldo Parraguez, Simón Perelman y Erik Ulriksen.
Durante sus estudios universitarios fue alumno del pintor Camilo Mori, y de los franceses: el dibujante y acuarelista francés Ernest Courtois y el escultor Hipólito Eyraud.
En 1942 estudió en la Academia de Pintura de la Sociedad de Bellas Artes de Antofagasta que impartían los pintores Humberto Palma, Nicolás González Paredes y Osvaldo Ventura.
En Lima, Perú, en 1947, estudió con el escultor español Victorio Macho, en un viaje realizado a propósito del VI Congreso Panamericano de Arquitectos. Su interés por la escultura data desde sus primeros años de formación, lo que se evidencia en su devoción por el famoso escultor eslavo Iván Mestrovic, cuyas obras debió conocer personalmente cuando estudió en Croacia.

## Trayectoria
Siendo estudiante realizó el demolido Odeón de la Plaza Condell en Iquique. Luego de graduarse fue director de Obras Municipales en Tocopilla.
En Antofagasta, desde 1935 a 1964, realizó una extensa labor como Director de Obras Municipales. Además mantuvo una oficina, desde la cual desarrolló una extensa producción arquitectónica. Junto con el arquitecto Alfonso Campusaño Núñez, fueron los dos arquitectos que introdujeron los conceptos y estética del Movimiento Moderno.
A propósito de su trabajo como escultor y pintor, fue un agente fundamental en la diversidad disciplinaria de la Sociedad de Bellas Artes de Antofagasta.
Su producción se caracterizó por sus exploraciones sobre la expresión arquitectónica, desde obras que indagaron en el ideal latinoamericano del neocolonial, mientras en paralelo desarrollaba construcciones en un depurado estilo náutico y aerodinámico, asimismo otras piezas evidencia un interés por el expresionismo e incluso el futurismo, para culminar en una arquitectura de intesecciones de volúmenes y de retículas.

## Vida personal
Mantuvo una extensa relación sentimental con la artista Graciela "Chela" Lira. Luego estuvo casado con Sara Villarroel.
Ayudó a formar a dos de sus sobrinos Jorge Franulic Tarbuskovic y Milán Franulic Tarbuskovic, hijos de su hermana María Tarbuskovic Dulcic, viuda de Yerko Franulic.

## Obras principales
- Odeón y pila con mascarón de la Plaza Condell de Tocopilla (1934)

En Antofagasta:
- Oficinas del Instituto de Fomento Minero e Industrial de Antofagasta-IFMIA (1936-1937)
- Urbanización de los Baños Municipales (Balneario) de Antofagasta (1937)
- Casino de los Baños Municipales (1937)
- Pabellón de Turismo (1939-1949)
- Casa neocolonial en calle Sucre entre calles San Martín y Latorre (1942)
- Casa para el Doctor Antonio Rendic en calle Latorre con Maipú (1948)
- Casa para la familia Tarbuskovic en calle Latorre con Uribe (1948-1949)
- Ampliación de la sede de la Sociedad Slava (1949)
- Gimnasio Sokol (1949-1966)
- Conjunto monumental en homenaje al alcalde Poblete en el Parque Brasil (1950)
- Sede Sociedad de Bellas Artes (1950)
- Frontis de la iglesia de San Francisco (1954)
- Prolongación de la calle San Martín hasta calle Iquique (1960).
- Mausoleo Cvitanic Fraitag (1961)
- 2ª y 4ª Compañía de Bomberos (1967-1973).
- Casa Núñez (1971) en Av. Angamos esquina con Julio Pistelli
- Casa Simunovic (1972) en calle Hugo Silva Endeiza
- Mausoleo Matijasevic Goic (1974)
- Casa Astudillo (1975) en calle Navidad esquina Rebecca Matte.
- Mausoleo Letnic Krstinic (1975).